# 塩釜港
塩釜港（しおがまこう）は、宮城県塩竈市を中心に松島湾内にある港湾。
港湾法上の港湾区域では仙台塩釜港のうち「仙台塩釜港塩釜港区」をいう（ただし漁港区域は含まれない）。港則法上の港区では仙台塩釜港のうち「仙台塩釜港塩釜区」をいう。港湾法上の国際拠点港湾に指定されている。

## 歴史

### 中世
※「鹽竈」「塩竈」「塩釜」は全て「しおがま」と読む。
奈良時代から平安時代にかけて、塩釜港は陸奥国の国府兼鎮守府である多賀城の外港の1つであった。今は内陸になっている香津（こうづ）町が国府（こう）の港を意味する国府津（こうづ）ではないかと推定されている。奈良・平安時代には、「塩竈」は有名な歌枕であり、平安時代前期の左大臣、源融の邸宅「六条河原院」には塩釜の港を模した海水に満たされた池があった。
中世には千賀ノ浦と呼ばれ、鹽竈神社の門前町・港町として、また歌枕としても知られた。一方、仙台湾側には、現在の仙台港がある場所にかつて七北田川の河口および河口港の湊浜があり、千賀ノ浦と共に多賀城（多賀国府）の外港となっていた。
江戸時代の寛文年間に舟入堀が開削されると、それまで塩竈に揚がっていた船荷がここを素通りし、七北田川河口の蒲生に向かうようになった。この結果、船荷を仙台城下へ運ぶ駄賃収入を得ることができなくなった塩竈は凋落した。すると貞享2年（1685年）、歴史ある町の衰微を惜しんだ仙台藩第4代藩主・伊達綱村は、船荷のうち商人荷物と五十集物、材木の塩竈経由を義務付けた。これにより、塩竈は仙台の外港として栄えることになった。また、伊達騒動に伴って仙台城下町での遊廓営業が禁止されたため、塩竈に遊郭が移って花街としても賑わった。塩竈の商港としての欠点は、土砂で埋まって浅くなる傾向があることと、町を容れるべき平地が少ないことであったが、江戸時代には浚渫を欠かさず機能を維持した。

### 近代
明治時代の廃藩置県で塩竈は特権を失い、野蒜築港に力を入れた政府の方針で港湾機能が著しく低下した。港湾修築は野蒜港が不調をきたしてからで、海面を埋立てて港湾用地・工業用地を広げ、あわせて岸壁を作ることを基本とした。その始まりは1882年（明治15年）で、北と南に堤を築いて埋め立てた。
現在の東北本線である日本鉄道本線の仙台区への建設に際し、1886年（明治19年）6月に日本鉄道株式会社が南側を埋め立てて港湾設備を整える工事をはじめた。日本鉄道はここから資材を荷揚げして仙台に向けて線路を敷き、1887年（明治20年）に塩釜駅（後の塩釜港駅）を開業させた。続いて1888年（明治21年）に北側も広く埋立てられて工業用地となり、塩釜は前に勝る繁栄を迎えた。
1910年（明治43年）に塩釜港は第二種港湾に指定され、港湾施設の整備が進んでいった。それまで200トン未満の船舶しか入港していなかった塩釜港は、1923年（大正12年）に800トン級の船舶が　1925年（大正14年）には1000トン級船舶が入港できるようになり、さらにその後の浚渫によって5000トン級の船舶が入港できるようになった。この頃の塩釜港には、三陸海岸や北海道との間に定期船が就航していた。1900年（明治33年）塩竈と気仙沼、宮古、釜石といった三陸沿岸諸都市との間に東京湾汽船が運航を始め、1908年（明治41年）には同じ航路に三陸汽船が参入した。1928年（昭和3年）になると釧路航路、函館航路が開設された。1934年（昭和9年）1月27日開港。戦後になると、塩釜港はそれまでの商港としての機能に加えて、工業港と漁港の機能も整備されていった。

### 戦後
1971年（昭和46年）、仙台市東部の長浜を掘り込んで仙台港（仙台新港）が造られ、塩釜港仙台港区として開港した。これ以降、仙台市の外港としての役割は塩釜港から仙台港に移り、2001年（平成13年）4月1日に塩釜港は「仙台塩釜港塩釜港区」と名称を変えた。
2011年（平成23年）、マグニチュード9.0の東北地方太平洋沖地震により塩竈は津波の被害を受けたが、松島の島々に守られていたため、近隣の沿岸地域に比べて被害が少なかった。

## 施設

### 仙台塩釜港塩釜港区
2012年（平成24年）10月の仙台塩釜港への石巻港と松島港の統合一体化と、2013年（平成25年）6月の港湾計画改訂により、塩釜港区は小型バルク貨物を扱う輸送拠点となっている。
旅客ターミナルであるマリンゲート塩釜があり、日本三景松島への遊覧船や、松島湾内に浮かぶ浦戸諸島への塩竈市営汽船が発着している。また、東北地方を管轄とする海上保安庁の第二管区海上保安本部が置かれ、巡視船が配備されている。

### 塩釜漁港
塩釜漁港は特定第3種漁港である。仙台塩釜港塩釜港区の範囲からは除外されている（1990年2月27日港湾区域縮小の変更認可）。
塩釜漁港はマグロの漁獲高が日本で最も高い港である。また、隣接して缶詰工場団地があり、かまぼこ、ちくわ、さつまあげ等の魚肉練り製品生産量が日本で最も多い。

## 周辺
毎年、日本三大船祭りの一つである塩竈みなと祭が開催されている。
戦前から造船所が設置されている。1910年（明治43年）に設置された三陸汽船の修理工場は、その後経営主体は変遷し規模も拡大したが、1987年（昭和62年）以降は東北ドック鉄工（修繕船事業）及び東北重機工事（新造船事業）により運営が行われている。